# Lapsus$
Lapsus$, stylisé en LAPSUS$, est un groupe de pirates informatiques international connu pour ses cyberattaques contre diverses grandes entreprises technologiques, pratiquant l'extorsion au moyen de la violation de données privées de ces entreprises.
Le groupe a été remarqué pour la première fois en décembre 2021 pour une brèche dans les systèmes informatiques du ministère brésilien de la Santé. Le groupe s'est depuis introduit dans les systèmes informatiques de grandes entreprises technologiques telles que Microsoft, Nvidia et Samsung. Le groupe a utilisé l'application de messagerie Telegram pour annoncer les fuites de données ainsi que pour recruter.
En mars 2022, sept arrestations ont été effectuées par la police de la ville de Londres dans le cadre d'une enquête policière sur Lapsus$.

## Historique
Le groupe a été remarqué pour la première fois en décembre 2021 pour une brèche dans les systèmes informatiques du ministère brésilien de la Santé,.
En février 2022, le groupe annonce avoir être responsable d'une fuite du code source et des informations d'identification des employés de Nvidia, y compris la publication de certificats de signature de code.
En mars 2022, le groupe fait fuiter 190 Gb de code source des téléphones Samsung Galaxy et des données de l'entreprise Samsung. Le même mois, il fait fuiter 37 Go de code source à partir d'un serveur Azure. Cela inclurait 90% du code source du moteur de recherche Bing,. Puis il est responsable d'un incident de cybersécurité au sein de la société de jeux Ubisoft. Il s'est aussi introduit dans les systèmes de T-Mobile.
Le 5 mai 2024 le groupe LAPSUS$ revendique l'attaque par rançongiciel d'Engie et a publié un échantillon des données subtilisées.
En septembre 2022, des pirates du groupe se sont illustrés en attaquant l'éditeur du jeu vidéo Grand Theft Auto VI et en faisant fuiter des éléments. L'auteur de cette attaque, un britannique de 18 ans, est arrêté, jugé en décembre 2023. Atteint d'un trouble du spectre de l'autisme, il est placé dans un hôpital pour une durée indéterminée. Le groupe est également fortement soupçonné d'être l'auteur des compromissions sur Uber,.

## Interactions
En mars 2022, le fil de discussion du groupe sur Telegram compte près de 50 000 abonnés. Le groupe a publié plusieurs sondages pour savoir quelles organisations seraient les prochaines cibles.
Le modus operandi supposé du groupe était basé tout d'abord sur l'obtention d'un accès au réseau d'entreprise d'une organisation victime en obtenant des informations d'identification d'employés possédant des accès privilégiés. Ces identifiants de connexion étaient acquis de plusieurs manières, notamment par recrutement ou par piratage d'employés à l'aide de méthodes telles que l'échange de cartes SIM. Lapsus$ utilisait ensuite un bureau à distance ou un accès réseau pour obtenir des données sensibles, telles que les détails du compte client ou le code source. Le groupe a ensuite extorqué l'organisation victime en menaçant de divulguer les données. Enfin, les données et les informations étaient ensuite publiées sur Telegram.

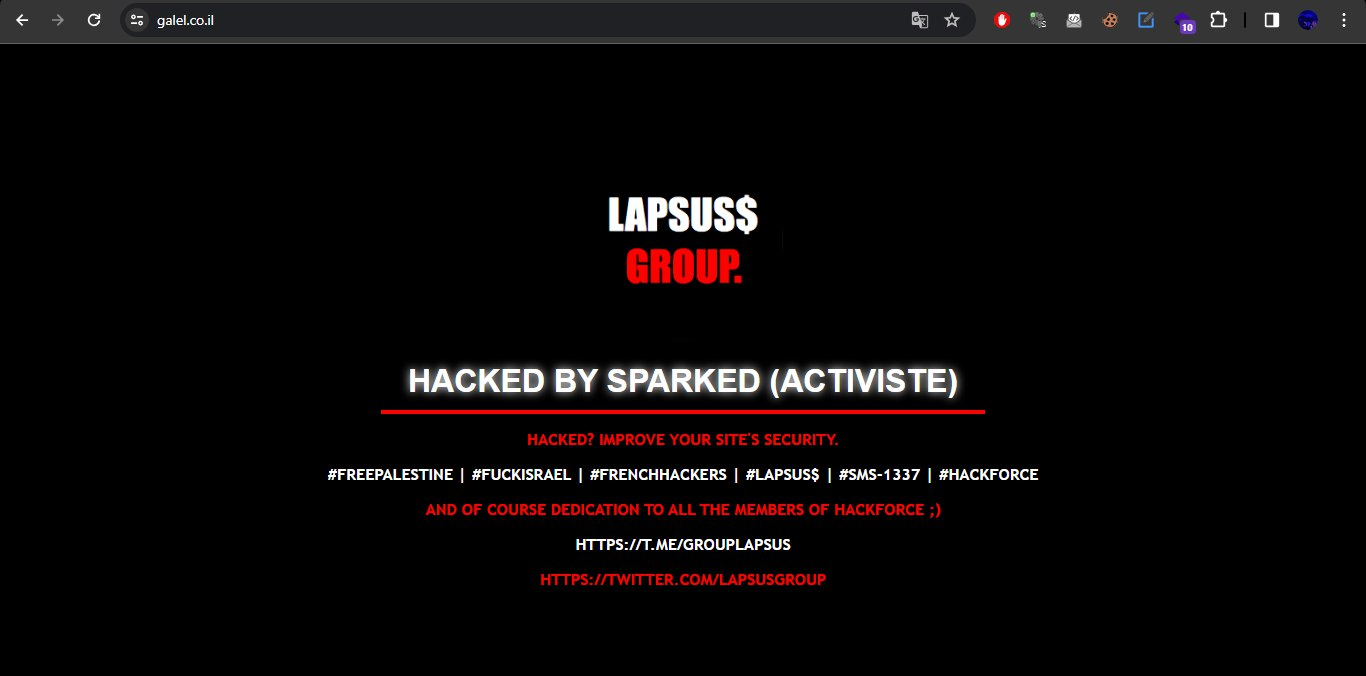
Site israélien piraté par Sparked. (Source : Telegram LAPSUS$)

À la suite de l'arrestation de White, également connu sous le nom de Breachbase, l'un des principaux responsables de LAPSUS$, le canal Telegram original de LAPSUS$ est resté inactif depuis 2022. LAPSUS$ a déjà touché trois grandes entreprises de renom. 
Le groupe a également relancé ses activités en matière de « Web Defacement » (remplacement non-autorisé de pages sur des sites web), en ciblant principalement des sites israéliens.[réf. nécessaire][Quand ?]

## Arrestations
Le 24 mars 2022 sept personnes âgées de 16 à 21 ans ont été arrêtées par la police de la ville de Londres,. Un membre éminent présumé du groupe portant le pseudonyme White a été arrêté à Oxford, en Angleterre. Son identité aurait déjà été révélée par un de ses anciens associés ainsi que par divers groupes. Deux membres adolescents ont été inculpés le 1er avril 2022, et un le 16 avril 2025.